# Nomada glaucopis
Nomada glaucopis är en biart som beskrevs av Pérez 1890. Nomada glaucopis ingår i släktet gökbin, och familjen långtungebin. Inga underarter finns listade i Catalogue of Life.